# 大象 (北周)
大象（だいしょう）は、南北朝時代の北周において、静帝の治世に使用された元号。579年正月 - 580年12月。

## 西暦・干支との対照表
| 大象 | 元年  | 2年   |
| 西暦 | 579年 | 580年 |
| 干支 | 己亥  | 庚子  |